# Umm Mweilat Janubiyah
Umm Mweilat Janubiyah (tiếng Ả Rập: أم مويلات جنوبية) là một ngôi làng Syria nằm ở Sinjar Nahiyah ở huyện Maarrat al-Nu'man, Idlib. Theo Cục Thống kê Trung ương Syria (CBS), Umm Mweilat Janubiyah có dân số 1052 trong cuộc điều tra dân số năm 2004.